# The Beatles' Long Tall Sally
The Beatles' Long Tall Sally è un album dei Beatles uscito solamente in Canada con la casa discografica Capitol. L'album prende il nome da un'omonima canzone, uscita in Inghilterra sull'omonimo EP.

## Brani
- I Want to Hold Your Hand: è stata pubblicata come singolo all'inizio del 1964; è stata la prima canzone dei Beatles ad arrivare alla prima posizione dei 45 giri americani: tutti i singoli precedenti erano stati inizialmente un flop, anche se in seguito, ripubblicati, raggiunsero anch'essi la vetta delle classifiche[1].
- I Saw Her Standing There: è il brano di apertura dell'album Please Please Me; è brano energico, cantato da Paul, frequentemente sostenuto da John, scritto tempo prima della pubblicazione: già nel bootleg Live! at the Star-Club in Hamburg, Germany; 1962, registrato vari mesi prima della pubblicazione dell'album era apparso[1].
- You've Really Got a Hold on Me: è la prima cover ad apparire nell'album; in Inghilterra comparve nell'album With The Beatles[1].
- Devil in Her Heart: è un'altra cover, sempre di With The Beatles; è la prima delle due canzoni dell'album ad essere cantata da George Harrison[1].
- Roll Over Beethoven: è l'altra cover di With The Beatles, a essere cantata da George. Fino alla sua incisione era sempre stata cantata, nei live, da Lennon[1].
- Misery: il pezzo di chiusura della prima facciata è la seconda canzone ad apparire in Please Please Me; è stata la prima canzone di Lennon-McCartney ad essere cantata da un altro artista: inizialmente venne proposta a Helen Shapiro, che la rifiutò, allora la interpretò Kenny Linch[1].
- Long Tall Sally': la canzone, cantata da McCartney, faceva parte del repertorio "selvaggio" suonato nei locali di Amburgo. L'originale è di Little Richard[1].
- I Call Your Name: è stata una delle prime canzoni di Lennon. Per le qualità artistiche venne donata ad un altro gruppo del loro manager Brian Epstein, i Billy J. Kramer and The Dakotas; i Beatles però non apprezzarono l'arrangiamento, ed incisero la loro versione, apparsa nell'EP Long Tall Sally[1].
- Please Mister Postman: è una cover estratta da With The Beatles; compare all'ultimo posto della prima facciata, ed è cantata da John sostenuto dai cori di Harrison e McCartney[1].
- This Boy: è apparsa in Inghilterra come lato B di I Want To Hold Your Hand, posto preso da I Saw Her Standing There negli USA. È uno dei primi lenti composti dai Beatles[1].
- I'll Get You: è stato il lato B di She Loves You, che non compare nell'album; il 45 giri ha venduto quasi due milioni di copie nella sola Inghilterra[1].
- You Can't Do That: era il lato B di Can't Buy Me Love; è stata composta è cantata da Lennon, mentre gli altri due compagni rafforzano alcuni versi del ritornello con il controcanto[1].

## Tracce
Lato A
- I Want to Hold Your Hand - 2:24 - Lennon-McCartney
- I Saw Her Standing There - 2:50 - Lennon-McCartney
- You've Really Got a Hold on Me - 3:00 - Robinson
- Devil in Her Heart - 2:28 - Drapkin
- Roll Over Beethoven - 2:46 - Berry
- Misery - 1:48 -  - Lennon-McCartney

Lato B
- Long Tall Sally - 2:03 - Johnson-Penniman-Blackwell
- I Call Your Name - 2:10 - Lennon-McCartney
- Please Mister Postman - 2:37 - Dobbins-Garret-Gorman-Holland-Bateman
- This Boy - 2:11 - Lennon-McCartney
- I'll Get You - 2:04 - Lennon-McCartney
- You Can't Do That - 2:38 - Lennon-McCartney

## Formazione
The Beatles
- George Harrison: voce a Roll Over Beethoven e a Devil in Her Heart, cori, chitarra solista, chitarra ritmica a You Can't Do That
- John Lennon: voce a I Want To Hold Your Hand, You've Really Got a Hold on Me, Misery, I Call Your Name, Please Mister Postman, This Boy, I'll Get You e You Can't Do That, seconda voce a I Saw Her Standing There, chitarra ritmica, chitarra solista a Long Tall Sally e a You Can't Do That
- Paul McCartney: voce a I Want To Hold Your Hand, I Saw Her Standing There, Long Tall Sally e I'll Get You, cori, basso elettrico
- Ringo Starr: batteria, percussioni

Altri musicisti
- George Martin: pianoforte a Misery e Long Tall Sally